# Sabine Stockhorst
Sabine Stockhorst (* 14. September 1986 in Weisendorf) ist eine deutsche Handballspielerin.

## Karriere
Sabine Stockhorst spielte bis 2009 beim 1. FC Nürnberg, wo sie in der Handball-Bundesliga und in der EHF Champions League zum Einsatz kam. 2008 gewann sie mit dem FCN die deutsche Meisterschaft. Nach der Insolvenz der Nürnberger Handballerinnen wechselte die 1,72 Meter große Torfrau zunächst zum Bayernligisten TSV Winkelhaid, schloss sich aber bereits kurze Zeit später dem Thüringer HC an. Zur Saison 2010/11 wechselte Stockhorst zum Zweitligisten TuS Metzingen, mit dem sie 2012 in die 1. Liga aufstieg. Im Januar 2015 schloss sie sich dem Zweitligisten SV Allensbach an. Im Juli 2015 kehrte sie wieder nach Metzingen zurück. Nach der Saison 2015/16 beendete sie zunächst ihre Karriere. Im Jahre 2017 gab sie ihr Comeback beim Zweitligisten TSG Ketsch. Mit Ketsch stieg sie 2019 in die Bundesliga auf. Nachdem Stockhorst in der Saison 2019/20 aufgrund ihrer Schwangerschaft pausierte, schloss sie sich dem Drittligisten HSG St. Leon/Reilingen an.  2022 wechselte sie für die Aufstiegsrunde zur Oberliga zur TSG Haßloch.
Stockhorst nahm 2015 und 2017 mit der deutschen Beachhandball-Nationalmannschaft an der Beachhandball-Europameisterschaft teil, 2019 verpasste sie aufgrund der Babypause. Im Beachhandball verkörpert sie als einzige deutsche Spitzenspielerin die Rolle der kombinierten Torfrau und des spielenden Specialist. Sie spielt für das deutsche Spitzenteam CAIPIranhas Erlangen und nahm mit diesen an den ebt-finals teil. 2020 wurde sie von Lesern der Webseite Handball World zur deutschen Beachhandballerin des Jahrzehnts gewählt. 2021 wurde sie bei den Deutschen Meisterschaften mit ihrer Mannschaft Vizemeisterin.